# Kurt Oppler
Kurt Oppler (* 24. November 1902 in Breslau; † 29. April 1981 in Baden-Baden) war ein deutscher Diplomat.

## Biografie
Kurt Oppler war ein Sohn des Kaufmanns Paul Oppler und der Natalie Taucher. Nach dem Abitur arbeitete er zunächst als Textilkaufmann und studierte erst ab 1927 Rechtswissenschaften in Breslau. Seit 1926 war Mitglied der Sozialdemokratischen Partei Deutschlands (SPD). Er wechselte 1931 in die Sozialistische Arbeiterpartei Deutschlands (SAPD) und wurde Vorsitzender des sozialistischen Studentenverbandes der SAPD. Nach der Promotion zum Dr. iur. war er als Rechtsanwalt tätig und erhielt eine Zulassung als Anwalt vor dem Internationalen Schiedsgericht für Oberschlesien in Kattowitz. 1937 wurde gegen Oppler ein Berufsverbot als Anwalt verhängt. 1938 verließ er Deutschland und emigrierte in die Niederlande und 1940 nach Belgien.
Nach dem Zweiten Weltkrieg kehrte er 1946 nach Deutschland zurück und wurde zum Ministerialdirektor im Hessischen Ministerium der Justiz ernannt. Im Jahr darauf erfolgte seine Berufung zum Leiter des Personalamtes der Verwaltung des Vereinigten Wirtschaftsgebietes, der sogenannten Bizone.
1952 trat er in den Diplomatischen Dienst ein und war zuerst bis 1956 Gesandter in Island. Danach wurde er als Nachfolger von Georg von Broich-Oppert Botschafter in Norwegen, danach 1959 als Nachfolger von Carl Friedrich Ophüls Botschafter in Belgien und schließlich 1963 als Nachfolger von Herbert Siegfried Botschafter in Kanada. 1967 trat er in den Ruhestand.